# Dinocheirus venustus
Dinocheirus venustus es una especie de arácnido  del orden Pseudoscorpionida de la familia Chernetidae.

## Distribución geográfica
Se encuentra en Kansas y Misuri en (Estados Unidos).